# Atlantis (Schiff, 2000)
Die Atlantis ist ein Fahrgastschiff der Reederei AG Ems.

## Geschichte
Das Schiff wurde 1999 auf der Werft P. H. Tinnemans & Zonen in Maasbracht, Niederlande, gebaut. Es kam als Lale Andersen in Fahrt und wurde für Ausflugsfahrten auf der Weser vor Bremerhaven eingesetzt. Später wurde das Schiff an die Reederei Gerda Müller in Rabel verkauft, die es für Ausflugsfahrten auf der Schlei einsetzte. Heimatort des in Wikinger Princess umbenannten Schiffes wurde Kappeln.
2018 wurde das Schiff an die AG-Ems-Gruppe verkauft. Neuer Name des in Cuxhaven registrierten Schiffs wurde Atlantis, ein Traditionsname der Reederei. Die Taufe fand Anfang April 2018 in Cuxhaven statt. Taufpatin war Samanta-Jill Hey, Nautikerin der Reederei Cassen Eils. Die Reederei setzte das Schiff für Ausflugsfahrten auf der Elbe und zu den Seehundbänken in der Elbmündung ein. Seit der Saison 2020 wird das Schiff von der AG Ems für Hafenrundfahrten in Emden sowie Ausflugsfahrten auf der Ems genutzt.

## Technische Daten und Ausstattung
Der Antrieb des Schiffes erfolgt durch zwei MAN-Dieselmotoren mit jeweils 197 kW Leistung. Das Schiff ist mit einem Bugstrahlruder ausgestattet.
Das Schiff ist für 200 Passagiere zugelassen. Es verfügt über zwei Salons auf zwei Decks, in denen circa 140 Personen Platz finden. Das Dach des Salons auf dem Oberdeck lässt sich öffnen. Auf dem Oberdeck befindet sich zusätzlich ein Außenbereich. An Bord stehen eine kleine Gastronomie und eine Bar zur Verfügung.